# Margaret Sibella Brown
Margaret Sibella Brown (Sydney Mines, 2 de marzo de 1866 – Halifax, 16 de noviembre de 1961) fue una brióloga canadiense especializada en musgos y hepáticas nativos de Nueva Escocia. Las muestras que recolectó ahora se encuentran en los principales herbarios de América del Norte y Europa.

## Biografía

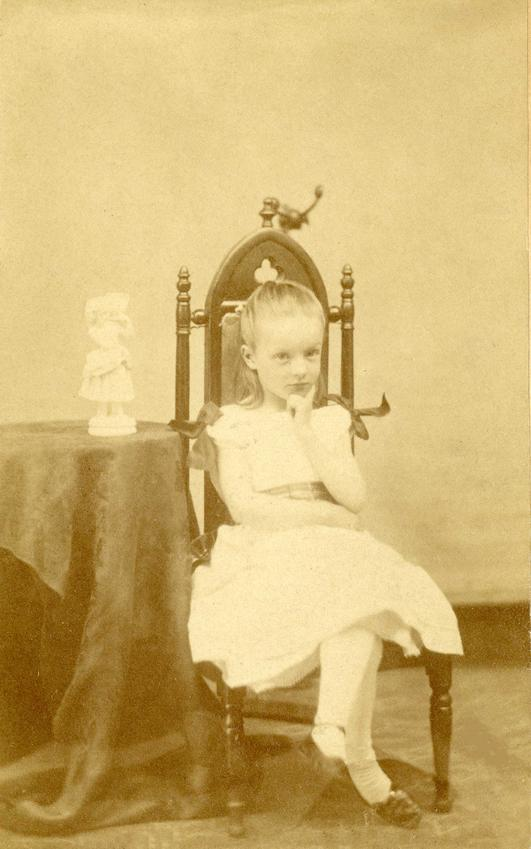
Brown, 7 años

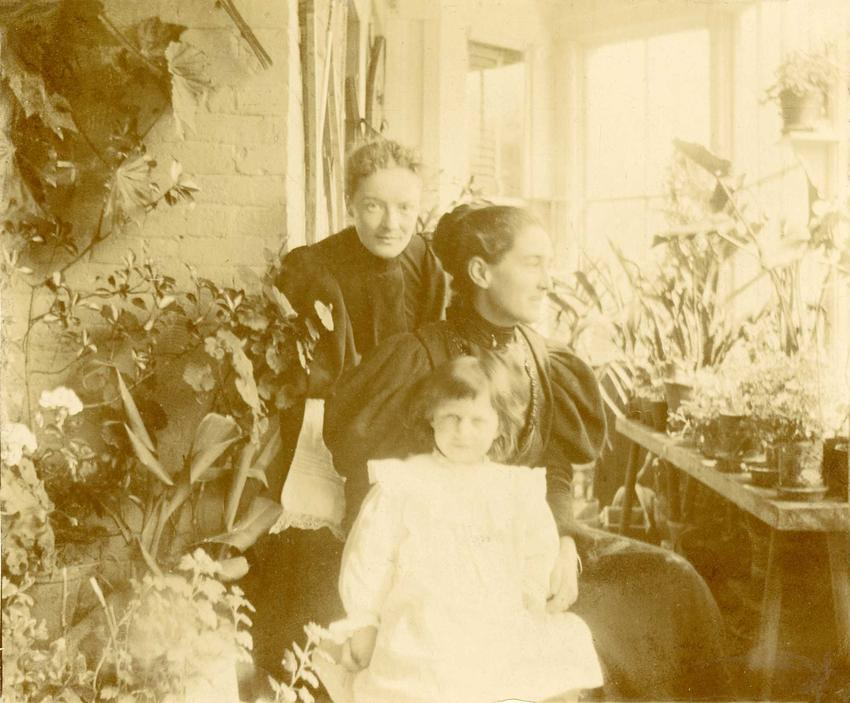
Brown y su hermana gemela, Elizabeth, en el conservatorio de Beech Hill, Sydney Mines. El niño no está identificado.

Margaret Sibella Brown nació el 2 de marzo de 1866 en Sydney Mines, Nueva Escocia. Tenía una hermana gemela, Elizabeth Purves (1866-1951), así como tres hermanos menores: Annie Ethel – 1869-1918), Richard Charles – 1872-1951) y Lillian Seward – 1878-1967).
El abuelo de Brown, Richard Brown (1805 – 1882) nació en Lowther, Inglaterra. En 1825, se trasladó a Cape Breton, Nueva Escocia, para ocupar un puesto de ingeniero en las minas de carbón donde se convirtió en gerente general. En 1834 conoció a la abuela de Margaret, Margaret Sibella Barrington (1836 – 1854), con quien se casó ese año. Uno de los seis hijos de la pareja fue el padre de Brown, Richard Henry (1837 – 1920), quien asumió el cargo de gerente general de las minas cuando su padre se jubiló en 1864 y regresó a Inglaterra.
En 1864, Richard Henry se casó con Barbara Davison (1842 – 1898) en Pictou, después de lo cual vivieron en Sydney Mines, donde formaron una familia y él fue el primer alcalde de la ciudad.
La educación inicial de Brown fue en la Escuela Anglicana para Niñas y el Kings College en Halifax, donde se graduó con una licenciatura en artes. Luego asistió al Instituto Anglo-Alemán, una finishing school en Stuttgart, Alemania, de 1883 a 1884; también estudió en Londres. Después de regresar a Nueva Escocia en 1885, asistió a la Escuela de Arte y Diseño Victoria (ahora Universidad NSCAD).

## Trayectoria científica
Como brióloga, Brown recolectó y clasificó principalmente musgos y hepáticas nativas de Nueva Escocia. La mayor parte de su trabajo fue en Cape Breton, pero también recolectó especímenes de Trinidad, Puerto Rico, España, Francia y Jamaica. La abreviatura M.S.Br. se utiliza para indicar a esta persona como autor al citar un nombre botánico.     
Durante la vida de Brown, las mujeres científicas eran inusuales y hay pocos registros contemporáneos de su carrera científica. Publicó al menos ocho artículos científicos. Su primer artículo, publicado en 1932 en The Bryologist, describe la nueva especie de musgo Entosthodon neoscoticus. En 1936, publicó un extenso catálogo de musgos y hepáticas de Nueva Escocia en Proceedings of the Nova Scotian Institute of Science. Un artículo de 1937 categorizó una colección de muestras de musgo recolectadas en Siria por William Bacon Evans.
Brown trabajó con Elizabeth Gertrude Britton, Nathaniel Lord Britton y Joseph Edward Little, como co-coleccionistas de especímenes. Realizó una expedición a Puerto Rico con Elizabeth y Nathaniel Britton en enero de 1922, con una duración prevista de diez semanas. Los resultados de esa expedición fueron presentados en abril de ese año.
Pertenecía al Moss Exchange Club (más tarde conocida como la Sociedad Bryológica Británica) y la Sociedad Sullivant Moss (más tarde conocida como la Sociedad Estadounidense de Bryología y Liquenología ). Fue presidenta de la Halifax Floral Society. Antes de morir a la edad de 95 años, era el miembro vivo de mayor edad del Instituto de Ciencias de Nueva Escocia.
También formó parte de la junta de la Escuela de Arte y Diseño Victoria y fue miembro de su comité de educación. Durante la Primera Guerra Mundial, fue secretaria honoraria de la rama de Halifax de la Sociedad de la Cruz Roja Canadiense.

## Reconocimientos

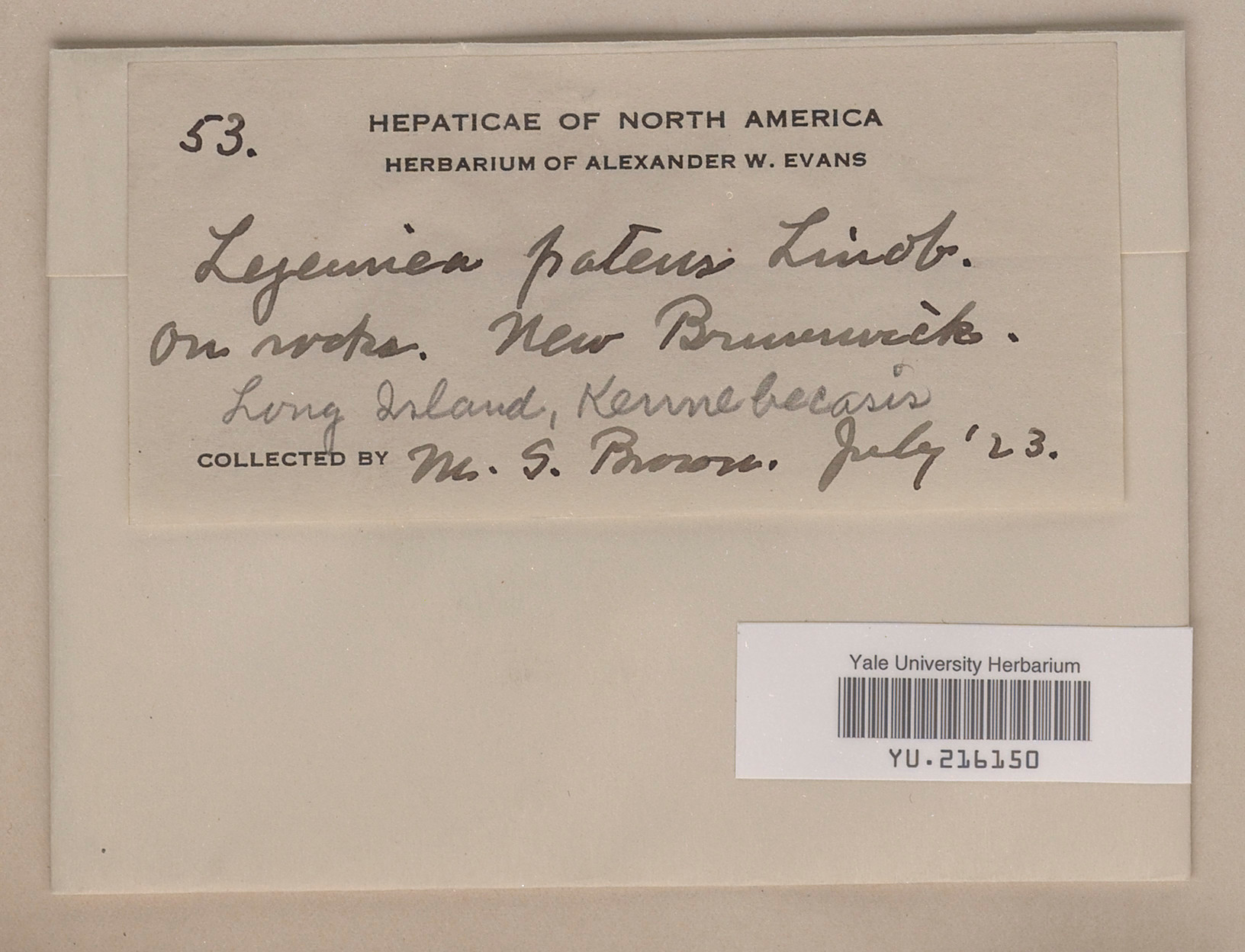
Tarjeta del catálogo del herbario de la Universidad de Yale. El texto dice: Lejeunea patens Lindb. / Sobre rocas. Nuevo Brunswick / Long Island, Kennebecaisis / (Recopilado por) MS Brown Julio '23

Brown recibió una maestría honoraria de la Universidad de Acadia el 16 de mayo de 1950, a la edad de 84 años. Se le ofreció un doctorado honorario, que ella rechazó a favor de la maestría. El programa de graduación señaló que ella era probablemente la principal autoridad marítima en musgos y hepáticas. En 1934, recibió un diploma honorario de la Victoria School of Art and Design. Brown fue incluido en el Salón de la Fama Científico de Nueva Escocia en 2010.
En un artículo invitado en la reunión anual de 1976 de la Sociedad Estadounidense de Bryología y Liquenología, Brown fue catalogada como una de "las más importantes mucólogas y coleccionistas de América del Norte", y señaló que ella estaba entre las que "hicieron el impacto más duradero en la muscología".

## Colecciones
El herbario E.C. Smith de la Universidad de Acadia contiene su colección de 1779 musgos, 858 hepáticas y 53 líquenes. Otros de sus especímenes se encuentran en las colecciones del Museo Británico, el Jardín Botánico de Nueva York, la Universidad de Dalhousie, el Museo de New Brunswick, el Museo de Historia Natural de Nueva Escocia, el Jardín Botánico Devónico de la Universidad de Alberta, el Herbario de la Universidad de Yale y los herbarios de la Universidad de Harvard.

## Muerte
Brown murió en su casa de Halifax el 16 de noviembre de 1961. Hay alguna duda sobre la fecha de la muerte; la mayoría de las fuentes lo dan como 15 de noviembre. Su certificado de defunción oficial dice 16 de noviembre, que se usa aquí.
El segundo nombre de Brown se escribe de diversas formas Sibella, Sybella o Sebella, en diferentes fuentes. Aunque su certificado de defunción usa Sebella, Sibella se usa en este artículo, ya que esa es la ortografía más utilizada en las fuentes que hablan sobre su carrera científica.